# 1. liga národní házené mužů 2021/2022
1. liga národní házené mužů 2021/2022 je v Česku nejvyšší ligovou soutěží mužů v házené.
| Zlato            | Stříbro     | Bronz         |
| ---------------- | ----------- | ------------- |
| TJ Sokol Tymákov | Sokol Krčín | TJ Příchovice |

## Rozmístění klubů v krajích
| Kraj            | Počet klubů | Kluby                                                                              |
| --------------- | ----------- | ---------------------------------------------------------------------------------- |
| Moravskoslezský | 2           | Sokol Svinov, SK Studénka                                                          |
| Plzeňský        | 5           | TJ Sokol Tymákov, TJ Sokol Nezvěstice, TJ Příchovice, TJ Přeštice, TJ DIOSS Nýřany |
| Praha           | 1           | TJ Avia Čakovice                                                                   |
| Středočeský     | 1           | TJ SOKOL Podlázky                                                                  |
| Královéhradecký | 2           | TJ Sokol Opatovice nad Labem, Sokol Krčín                                          |
| Olomoucký       | 1           | Sokol Rokytnice                                                                    |